# Taeniacanthus yamagutii
Taeniacanthus yamagutii is een eenoogkreeftjessoort uit de familie van de Taeniacanthidae. De wetenschappelijke naam van de soort is voor het eerst geldig gepubliceerd in 1957 door Sueo M. Shiino.